# Georg Kresse

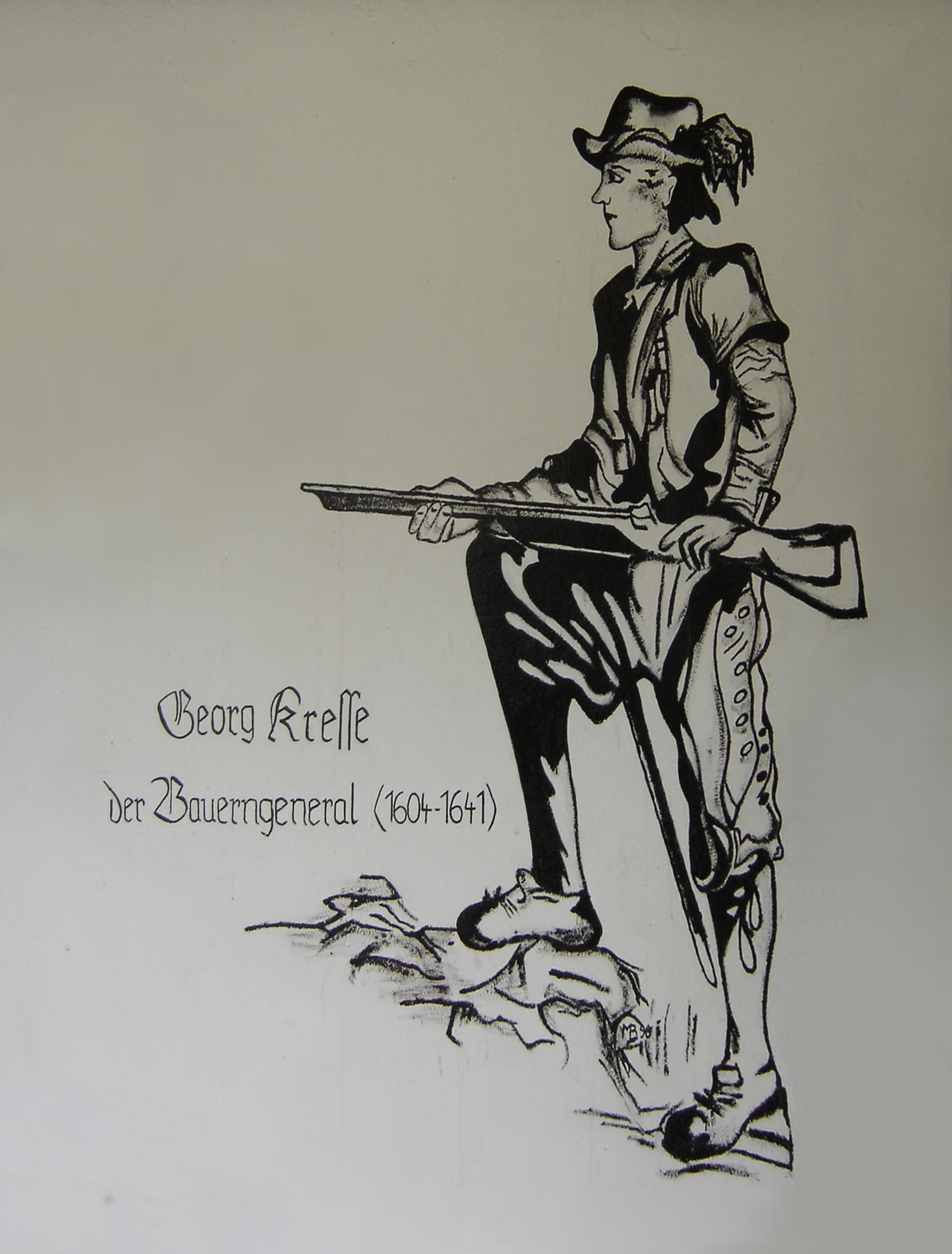
Bauerngeneral Georg Kresse als modernes Wandbild

Georg Kresse (* 1604 wahrscheinlich in Dörtendorf; † 1. November 1641 in Auma) ist eine sagenumwobene Person des Thüringer Vogtlands, die heute als Bauerngeneral des Dreißigjährigen Kriegs bekannt ist.

## Leben
Das genaue Geburtsdatum Georg Kresses ist nicht bekannt,  könnte aber dem damaligen Brauch der Namensgebung entsprechend um den Georgstag herum (23. April) gelegen haben. Eine Eintragung im Taufregister der Döhlener Kirche belegt zumindest das Geburtsjahr. Auch Dörtendorf ist als Geburtsort nicht sicher belegt, auch Staitz, Hirschbach und Wöhlsdorf werden in verschiedenen Quellen genannt.
Mit dem Dreißigjährigen Krieg verschlechterte sich die Situation der bäuerlichen Bevölkerung im Vogtland dramatisch. 1622 durchzogen erstmals kaiserliche Truppen aus Böhmen kommend das Gebiet, Kontributionen und Übergriffe der Soldaten belasteten die Bevölkerung. Der Bauernsohn Georg Kresse leistete im Vogtland erfolgreich Widerstand. Er schützte mit seinen Mitstreitern die Bauern vor plündernden Soldaten und Marodeuren; gelang dies nicht, jagte er ihnen das Raubgut wieder ab. Dabei machte er keinen Unterschied zwischen Kaiserlichen, ligistischen und schwedischen Truppen, wie auch diese keine Unterschiede in der Drangsalierung der Bauern machten. Sein Hauptquartier war die sagenhafte Kressenhöhle im Triebestal in unmittelbarer Umgebung des Schlosses Reichenfels und unweit von Dörtendorf. Am 26. November 1638 heiratete Kresse Anna Pissel aus Piesigitz. 
Schnell entstanden Legenden um sein Leben: Ihm wurde Kugelfestigkeit nachgesagt, und dass er Freikugeln zu gießen gewusst habe, die ihr Ziel nie verfehlen. Geschosse habe er mit einer Haselgerte abgewehrt. Landverderberische Soldaten und Schnapphähne erschraken schon bei der Anrufung seines Namens, denn ein überfallener Bauer musste nur: „Kresse, hilf!“ rufen, so ereilte sie noch auf frischer Tat, allenfalls eine Stunde später ihr Verhängnis.
Am 1. November 1641 wurde Georg Kresse in Auma im damaligen oberen Gasthaus von Hatzfeldischen Reitern erschossen. Der Sage nach sollen die Kugeln wirkungslos an ihm abgeprallt sein und erst ein Schuss aus seinem eigenen Gewehr, dem „Pudel“, habe ihn töten können. Sein Grab befand sich auf dem Aumaer Friedhof.

## Nachwirkung
Der für Kresse gebräuchliche Begriff „Bauerngeneral“ wurde erst Ende des 19. Jahrhunderts geprägt.
Das DDR-Fernsehen veröffentlichte 1981 die siebenteilig Serie „Rächer, Retter und Rapiere“ über Kresses Leben.

## Darstellende Kunst
- 29. Oktober 1922: Aufführung des Stücks Georg Kresse – sechs Szenen aus dem Leben eines Volkshelden von Bernhard Klein
- Am 7. Juli 1928 wurde Aus Tripis’ trüben Tagen von Louis Lämmerhirt im Rahmen der 600-Jahr-Feier der Stadt Triptis gegeben
- Am 30. Januar 1960 wurde das Schauspiel Georg Kresse, der Bauerngeneral des Justizobersekretärs Karl Mahrenholz in Auma gezeigt, später auch in Auma und Triebes
- 1981/1982 wurde die Geschichte des Georg Kresse durch das Fernsehen der DDR im Siebenteiler  Rächer, Retter und Rapiere nach dem gleichnamigen Buch mit Walter Plathe in der Hauptrolle verfilmt
- 2005 / 2008 / 2013 / 2016 / 2019 hat der Hohenleubener Carnevalsverein in einer karnevalistischen Art ein Theaterstück um Georg Kresse aufgeführt